# Chandannagar
Chandannagar (bengalisch: চন্দননগর, Candannagar; früher franz. Chandernagor) ist eine Stadt im Distrikt Hugli im indischen Bundesstaat Westbengalen. Die Stadt liegt rund 40 Kilometer nördlich von Kolkata und hat etwa 167.000 Einwohner (Volkszählung 2011). Chandannagar gehört zur Metropolregion Kolkata.

## Geschichte

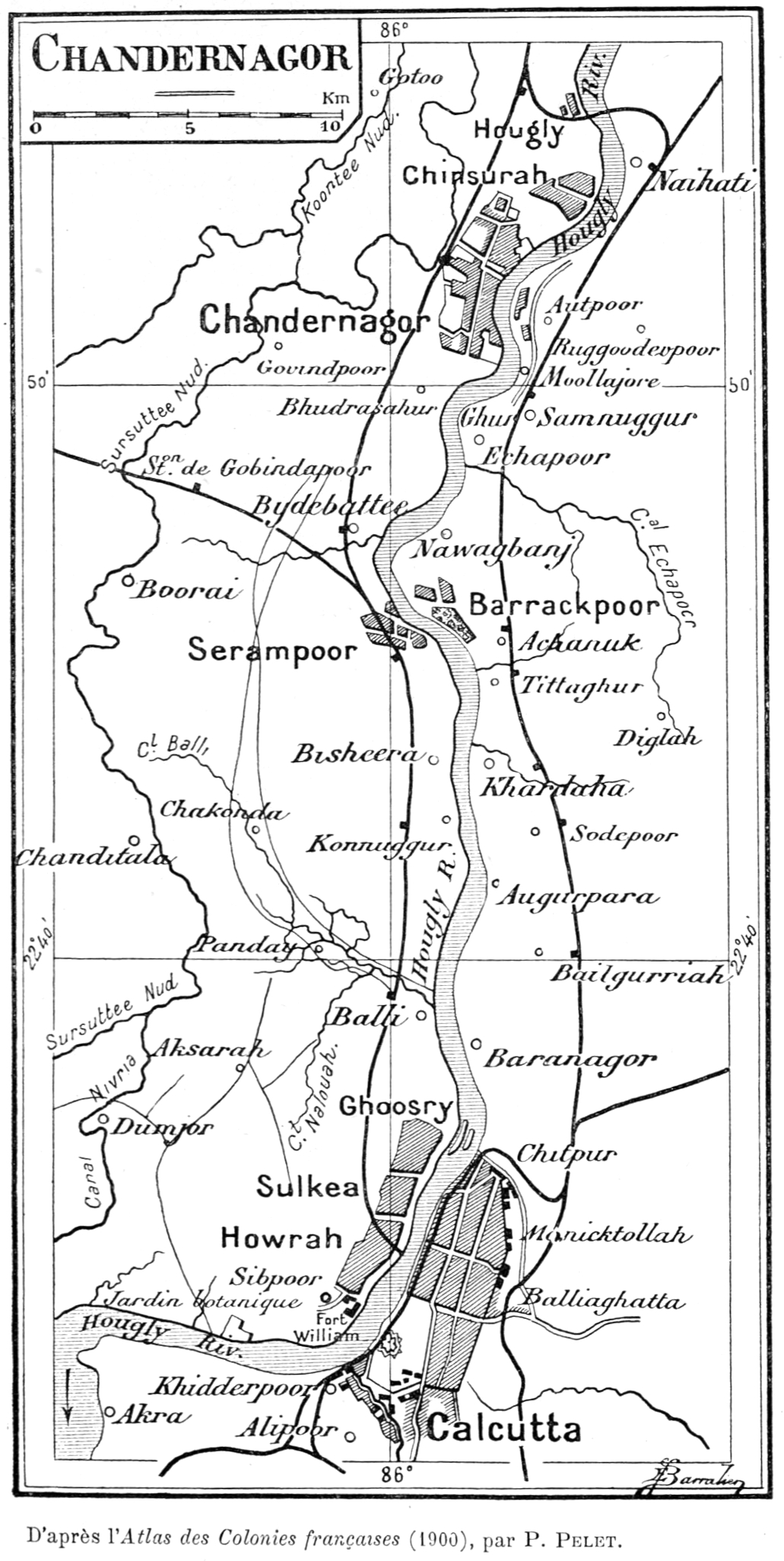
Chandannagar in Relation zu Kalkutta 1900.

Chandannagar wurde 1673 gegründet und war mit Unterbrechungen durch britische Besatzung bis zur Mitte des 20. Jahrhunderts eine französische Kolonie. 1949 kam es zur Volksabstimmung über den Verbleib von Französisch-Indien als freie Städte in der Französischen Union oder den Anschluss an Indien, wobei sich nur Chandannagar für den Anschluss entschied. Am 2. Oktober 1954 wurde es durch den Chandernagore Merger Act in Westbengalen integriert. Die restlichen Städte folgten 1956 (staatsrechtlich 1962) und bilden heute das Unionsterritorium Puducherry.

## Söhne der Stadt
- Pashupati Chatterjee (1906–1990), Filmregisseur und Journalist
- Ian G. Kidd (1922–2011), britischer Altphilologe und Philosophiehistoriker